# کاترینا بوید
کاترینا بوید (انگلیسی: Katrina Boyd؛ زادهٔ ۱۲ دسامبر ۱۹۷۱) بازیکن فوتبال اهل استرالیا است.
وی همچنین در تیم ملی فوتبال زنان استرالیا بازی کرده‌است.